# Taktart

Två takter med taktstreck mellan samt taktartsangivelse (i blått).

Taktart är i musikteori en "musikalisk rytm med bestämt antal delenheter inom varje takt", en rytmisk indelning – en motsvarighet till poesins meter – av betonade och obetonade taktslag. I notskrift anges taktarten med en taktartsangivelse som visar antalet slag per takt samt det rytmvärde som utgör slaget. För att underlätta läsningen avgränsas takterna med lodräta taktstreck.
Ordet takt beskriver egentligen själva indelningen, men används också som benämning på hur många slag som ingår i takten ("det här stycket går i fyrtakt").
Takt är inte detsamma som rytm, utan ett sätt att grovt beskriva rytm, ett slags minsta gemensamma nämnare.
Mycket av den västerländska konstmusiken använder bara taktarter periodvis i kompositionerna. Det finns även musik helt utan taktart, exempelvis gregoriansk sång, svenska locklåtar, shakuhachi, slumpmusik med mera.

## Beteckning
Taktartsignaturer (taktartsbeteckningar) i standardiserad notskrift anger vanligen två saker: antalet slag per takt och slagets (eller pulsgruppen, se nedan) pulsvärde. Vilket pulsvärde som anges är irrelevant för hur takten klingar, och enbart en fråga om läslighet. Vanligast är fjärdedel, därefter åttondel och halvnot. Mindre pulsvärden förekommer mestadels i nyskriven musik, och längre i äldre musik. 
Signaturen skrivs som ett bråk (utan bråkstreck), med antalet slag överst och pulsvärdet underst.
Även i skrift kan man skriva taktart som ett bråk, till exempel 3/4-takt (utläses tre fjärdedelstakt).
Två undantag från ovanstående form är 4/4-takten, som på grund av sin långa dominans i den västerländska musiken, också förenklats till ett centrerat C (jämför engelskans beteckning common time); samt alla breve, vilket är en speciell 2/2-takt med annorlunda betoningsmönster. Den senare skrivs med ett genomstruket C, liknande centtecknet.

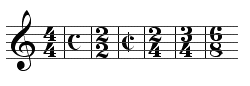
Alla breve-signaturen är fjärde från vänster. Bilden visar också båda sätten att skriva 4/4-takt.

| Exempel på taktarter | Exempel på taktarter      | Exempel på taktarter | Exempel på taktarter     |
| -------------------- | ------------------------- | -------------------- | ------------------------ |
|                      | Fyra fjärdedelstakt (fil) |                      | Tre fjärdedelstakt (fil) |
|                      | Två fjärdedelstakt (fil)  |                      | Sex åttondelstakt        |
|                      | Fem fjärdedelstakt (fil)  |                      | Tre halvtakt (fil)       |

## Typer av takt
I de enkla taktarterna finns bara ett enda betonat slag, men i längre taktarter kommer flera slag än så att bli betonade. I sådana situationer skapas en betoningshierarki, som gör att varje takt också kan förstås i mindre delar eller grupper av pulsslag. Dessa kallas för pulsgrupper. Taktarter kan ordnas efter hur många pulsgrupper de har:
- Enkla taktarter består bara av en enda pulsgrupp. De enkla taktarterna är 1, 2 och 3
- Sammansatta taktarter består av likadana pulsgrupper
- Oregelbundna taktarter består av olika pulsgrupper

| Exempel på sammansatta taktarter | Exempel på sammansatta taktarter | Exempel på oregelbundna taktarter | Exempel på oregelbundna taktarter       |
| -------------------------------- | -------------------------------- | --------------------------------- | --------------------------------------- |
| 4                                | 2+2                              | 5                                 | 2+3 eller 3+2                           |
| 6                                | 3+3                              | 7                                 | 3+2+2, 2+3+2 eller 2+2+3                |
| 9                                | 3+3+3                            | 11                                | 3+3+3+2, 3+3+2+3, 3+2+3+3 eller 2+3+3+3 |

Vilken taktart som beskrivs i början av ett musikstycke (i notform) är upp till kompositören/personen som gör arrangemanget. Exempel: en 3/4-takt kan skrivas som 6/8-takt, en låt i "tvåtakt" kan skrivas i 4/4-takt, en 7/4-takt kan skrivas som en 3/4-takt + en 4/4-dels takt, och en 6/4-takt kan likagärna skrivas som två 3/4-takter.